# Silvano Bertini
Silvano Bertini (n. 27 martie 1940, Signa, Toscana, Italia – d. 27 iunie 2021, Florența, Italia) a fost un boxer ce a reprezentat Italia, medaliat olimpic. A participat la o ediție a Jocurilor Olimpice (1964) în care a câștigat o medalie de bronz.

## Participări
Lista de mai jos prezintă principalele competiții la care a participat Silvano Bertini de-a lungul carierei.
- boxing at the 1964 Summer Olympics – welterweight[*]